# Frederic Ubald della Rovere

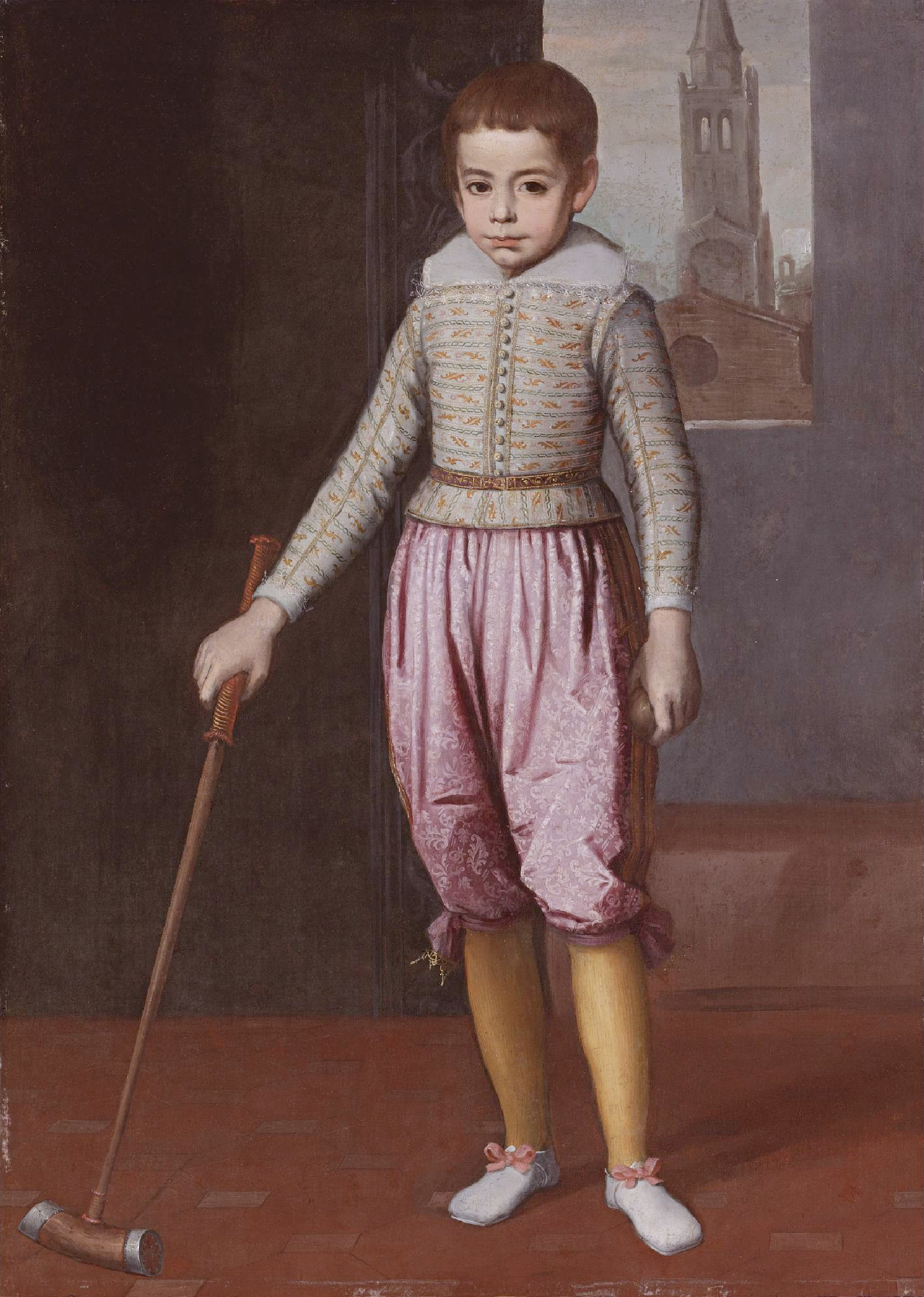
Frederic Ubald della Rovere, retratat per Claudio Ridolfi

Frederic Ubald della Rovere (Pesaro, 16 de maig del 1605 - Urbino, 28 de juny del 1623) va ser duc d'Urbino i el pare de Victòria della Rovere.

## Biografia
El fill major i hereu de Francesc María II, duc d'Urbino. Els seus pares eren cosins.
El seu pare Francesc María II della Rovere, estava ansiós per tindre hereus del Ducat d'Urbino. La seva primera esposa va morir el 1598 sense fills. Després d'obtenir el permís del Papa per a casar-se, el 1599 es va casar amb la seva cosina Livia della Rovere per a evitar l'extinció de la dinastia. Frederic Ubald era el producte d'aquest segon matrimoni. A l'edat de 16 anys, li va succeir al ducat d'Urbino el 14 de maig del 1621.
Amb la finalitat de tenir un hereu, es va casar amb Clàudia de Mèdici, filla de Ferran I de Mèdici i Cristina de Lorena. Rovere es va casar amb Clàudia el 1621 i al cap d'un any va donar a llum a una filla Victòria della Rovere. Rovere va morir un any més tard a Urbino d'un atac epilèptic, però se suposa que ell va ser, probablement, enverinat. El seu pare va tornar al tron i va veure la desaparició de la línia. El seu pare es va veure obligat a llegar tots els seus béns als Estats Pontificis. Clàudia de Mèdici es va casar el 1626 amb Leopold V d'Habsburg. La seva filla es va casar amb el Ferran II de Mèdici el 1633, però el seu llinatge es va extingir el 1737.

## Descendència
1. Victoria della Rovere (7 de febrer de 1622 - 5 de març de 1694) es va casar amb Ferran II de Médici amb descendència.